# 格伦妮·海德利
格伦妮·海德利 （英語：Glenne Aimee Headly, 1955年3月13日—2017年6月8日）是一位美国女演员，主要作品有《骗徒臭事多》、《迪克·特雷西》和《霍兰先生的乐章》。

## 生平
1955年出生在康涅狄格州新伦敦，起初作为舞台剧演员出道，后来转型为电视圈演员。曾经获得世界戏剧奖和四次杰夫奖，两次提名为黄金时段艾美奖。2017年她和小埃德·贝格里以及乔什·哈切森领衔主演电视剧《未來人》，这是一部由塞思·罗根和埃文·戈德堡指导的Hulu电视剧。
2017年6月8日因肺栓塞综合征逝世于美国加利福尼亚州圣莫尼卡，享年62岁。